# Монгіґан
Монгіґан — плантація в окрузі Лінкольн, штат Мен, США на однойменному острові. У 2020 році тут проживало 64 мешканці в 160 домогосподарствах (будинки для відпочинку також вважаються домогосподарствами в США) на площі 2,2 км².

## Географія
За даними Бюро перепису населення США, Монгіґан має загальну площу 11,7 км², з 2,2 км² суші та 9,5 км² складаються з водойм.

### Географічне положення
Плантація Монгіґан розташована на кількох островах у затоці Масконґус в Атлантичному океані. Деякі з найбільш відомих островів включають острів Манана та острів Монгіґан. На захід від острова Монгіґан є невелике озеро.

### Сусідні громади
Усі відстані наведено по прямій між офіційними координатами місць перепису 2010 року.
- Північ: Френдшип, округ Нокс, 13 миль
- Північний схід: Сент-Джордж, округ Нокс, 11 миль
- Схід: острів Матінікус, округ Нокс, 18 миль (29,6 км).
- Захід: Брістоль, 11,5 миль (18,7 км).
- Північний захід: Бремен, 25,8 км

### Районування міста
У Монгіґані є кілька районів поселення: Дедмен-Ков, Різдвяна бухта, Фіш-Біч, Горнс-Гілл, Лобстер-Ков і власне Монгіґан.

### Клімат
Середня температура в Монгіґані, як і в сусідньому районі Сент-Джорджі, коливається від -5,6 °C у січні та 18.3 °C у липні. Це означає, що місце приблизно на 6 градусів холодніше, ніж середнє довгострокове значення для США. Снігопади у період від жовтня до травня можуть принести до восьми футів снігу, що вдвічі перевищує середню кількість снігу в Сполучених Штатах; добова тривалість сонячного світла знаходиться на нижньому кінці спектра значень для США.

## Історія
Назва Монгіґан походить від корінних американців і означає Великий Острів. Острови були вперше досягнені експедицією Джорджа Веймута у 1605 році, який назвав їх островами Святого Георгія. У 1607 році Річард Сеймур прибув на острів і виголосив першу англійську проповідь в Америці. У 1626 році Елбрідж і Олдсворт, власники патенту на Пемакід, послали Абрагама Шурта викупити острів у Абрагама Дженнінґса з Плімута.
Монгіґан вже давно є популярним місцем літньої відпустки для художників та інших митців. Як і інші, Джордж Беллоуз провів кілька літ на острові.

### Розвиток населення
| Результати перепису - Плантація Монгіґан, Мен | Результати перепису - Плантація Монгіґан, Мен | Результати перепису - Плантація Монгіґан, Мен | Результати перепису - Плантація Монгіґан, Мен | Результати перепису - Плантація Монгіґан, Мен | Результати перепису - Плантація Монгіґан, Мен | Результати перепису - Плантація Монгіґан, Мен | Результати перепису - Плантація Монгіґан, Мен | Результати перепису - Плантація Монгіґан, Мен | Результати перепису - Плантація Монгіґан, Мен | Результати перепису - Плантація Монгіґан, Мен |
| рік                                           | 1800 рік                                      | 1810 рік                                      | 1820 рік                                      | 1830 рік                                      | 1840 рік                                      | 1850 рік                                      | 1860 рік                                      | 1870 рік                                      | 1880 рік                                      | 1890 рік                                      |
| --------------------------------------------- | --------------------------------------------- | --------------------------------------------- | --------------------------------------------- | --------------------------------------------- | --------------------------------------------- | --------------------------------------------- | --------------------------------------------- | --------------------------------------------- | --------------------------------------------- | --------------------------------------------- |
| резидентів                                    |                                               |                                               |                                               | 67                                            | 77                                            |                                               |                                               | 145                                           | 133                                           | 90                                            |
| рік                                           | 1900 рік                                      | 1910 рік                                      | 1920 рік                                      | 1930 рік                                      | 1940 рік                                      | 1950 рік                                      | 1960 рік                                      | 1970 рік                                      | 1980 рік                                      | 1990 рік                                      |
| резидентів                                    | 94                                            | 120                                           | 133                                           | 109                                           | 115                                           | 75                                            | 65                                            | 44                                            | 109                                           | 88                                            |
| рік                                           | 2000 рік                                      | 2010 рік                                      | 2020 рік                                      | 2030 рік                                      | 2040 рік                                      | 2050 рік                                      | 2060 рік                                      | 2070 рік                                      | 2080 рік                                      | 2090                                          |
| резидентів                                    | 75                                            | 69                                            | 64                                            |                                               |                                               |                                               |                                               |                                               |                                               |                                               |

## Культура і пам'ятки

### Будівлі
Кілька споруд у Монгіґані занесено до списку історичних пам'яток і внесено до Національного реєстру історичних місць.
- The Influence, 1983 під реєстр. 83003655.[8]
- Rockwell Kent Cottage and Studio, 1992 під реєстраційним номером. 92000278.[9]
- Станція туманних сигналів острова Манана, 2002 під реєстраційним номером. 02001412 [10]
- Маяк і квартали острова Монгіґан, 1980 р. під реєстраційним номером. 80000239.[11]

## Економіка та інфраструктура

### Сполучення
До Монгіґана можна дістатися лише поромом із Сент-Джорджа. Також є невеликий острівний аеропорт.

### Громадські заклади
У Монгіґані немає медичних установ чи лікарень. Найближчі знаходяться у Волдоборо та Рокленді.
У Монгіґані розміщена Меморіальна бібліотека Монгіґана. Вже у 19 столітті на Монгіґані була невелика книгозбірня, але пізніше залишилося лише кілька книжок у місцевій школі та в заїжджих дворах, де їх позичали гостям. У 1926 році на острові трагічно загинуло двоє дітей, яких занесло в прибій, і в пам'ять про це мав бути встановлений меморіал, а саме було вирішено, що це мала бути бібліотека. Для заснування дитячої бібліотеки можна було залучити спонсорів, а літні мешканці, з якими зв'язалися, пожертвували значні суми книжок і грошей. Книги спочатку розміщувалися у приватній вітальні. Невдовзі було споруджено окрему будівлю для постійно зростаючої колекції, яка тепер включає й книги для дорослих. Спочатку її називали Бібліотекою Джекі та Едварда в пам'ять про двох потонулих дітей і перейменували на Бібліотеку Монгіґана лише після її офіційного заснування в 1938 році. Пізніше назва була змінена на Меморіальну бібліотеку Монгіґана.

### Освіта
Monhegan Island School пропонує заняття від дошкільного віку до 8-го класу.

## Вебпосилання
- Сайт муніципалітету (англійською мовою)
- Монгіґан на maine.gov